# Балеарес (крейсер)
«Балеарес» (исп. Baleares) — тяжёлый крейсер типа «Канариас», состоявший на вооружении испанского флота. Построен на верфи в Ферроле, спущен на воду в 1932 году. Потоплен в бою у мыса Палос эсминцами республиканского флота.

## История
В 1936 году крейсер был захвачен франкистами в гавани Ферроля. На тот момент на корабль ещё не была установлена четвёртая башня главного калибра и крейсер был введён в строй без неё. Орудия установили лишь в июне 1937 года.
12 июля 1937 года крейсер столкнулся с республиканским конвоем из двух транспортов и шести эсминцев близ Валенсии, после короткой перестрелки эсминцы были вынуждены отступить.
7 сентября 1937 года в бою у мыса Шершель крейсер столкнулся с республиканским конвоем, включавшим два лёгких крейсера (Libertad и Méndez Núñez) и семь эсминцев. Конвой рассыпался, а лёгкие крейсера атаковали Baleares. Крейсер получил несколько попаданий, в том числе в артиллерийский погреб 120-мм орудия. По ряду источников, в экипаже крейсера погибло 15 моряков и 75 получили ранения. Взрыва боеприпасов удалось избежать благодаря действиям экипажа. Республиканцы одержали тактическую победу, но конвой сохранить не сумели. Два транспорта наскочили на мель у побережья Алжира, один затонул, а второй был интернирован французскими властями. Сам крейсер последующие 2 месяца находился в ремонте.
В марте 1938 года Baleares, совместно с систершипом Canarias и крейсером Almirante Cervera вышел на поиск эскадры республиканцев в составе двух лёгких крейсеров и пяти эсминцев у мыса Палос. 6 марта в 0:40 корабли франкистов были обнаружены и республиканский эсминец Sánchez Barcáiztegui выпустил две торпеды, не попавших в цель. Обе эскадры отвернули, пытаясь уйти от боя, но в 02:14 в результате маневрирования вновь сблизились. Начавшаяся артиллерийская дуэль не принесла успеха ни одной из сторон. Эсминцы республиканцев «Анкера» и «Липонте» вновь выпустили торпеды, две или три из которых попали в Baleares между первой и второй башнями главного калибра, что привело к взрыву боезапаса и гибели большого количества личного состава, в том числе всех офицеров на мостике. Начался сильный пожар. Два других крейсера изменили курс, чтобы избежать столкновения с погибающим кораблём и вышли из боя, а по заявлению республиканской стороны — бежали. При этом спасения членов экипажа своего погибавшего флагмана франкисты не производили.
Часть выживших членов команды была подобрана британскими эсминцами Boreas и Kempenfelt. Во время спасательной операции Boreas получил повреждения от бомб авиации республиканцев, пытавшейся добить тонущий корабль. Всего было спасено 469 человек, погибло 788, включая командира дивизии крейсеров адмирала Мануэля де Виерна.

## Память
В память о погибших моряках установлен монумент в Пальма-де-Мальорка. Также памятники установлены в порту и на кладбище города Ондарроа в Стране Басков, откуда была набрана большая часть команды крейсера.